# Cottonwood West
Cottonwood West és una concentració de població designada pel cens dels Estats Units a l'estat de Utah. Segons el cens del 2000 tenia 18.727 habitants.

## Demografia
Segons el cens del 2000, Cottonwood West tenia 18.727 habitants, 7.853 habitatges, i 5.096 famílies. La densitat de població era de 1.798,6 habitants per km².
Dels 7.853 habitatges en un 24,6% hi vivien nens de menys de 18 anys, en un 51,7% hi vivien parelles casades, en un 10% dones solteres, i en un 35,1% no eren unitats familiars. En el 28,3% dels habitatges hi vivien persones soles l'11,4% de les quals corresponia a persones de 65 anys o més que vivien soles. El nombre mitjà de persones vivint en cada habitatge era de 2,38 i el nombre mitjà de persones que vivien en cada família era de 2,95.
Per edats la població es repartia de la següent manera: un 20,5% tenia menys de 18 anys, un 10,8% entre 18 i 24, un 25,8% entre 25 i 44, un 24,5% de 45 a 60 i un 18,4% 65 anys o més.
L'edat mediana era de 40 anys. Per cada 100 dones de 18 o més anys hi havia 87,4 homes.
La renda mediana per habitatge era de 48.645 $ i la renda mediana per família de 60.823 $. Els homes tenien una renda mediana de 39.316 $ mentre que les dones 30.587 $. La renda per capita de la població era de 27.023 $. Entorn del 3,8% de les famílies i el 5,3% de la població estaven per davall del llindar de pobresa.

## Poblacions més properes
El següent diagrama mostra les poblacions més properes.